# Wereldkampioenen clubteams
Lijst met officiële competities:

## Competities

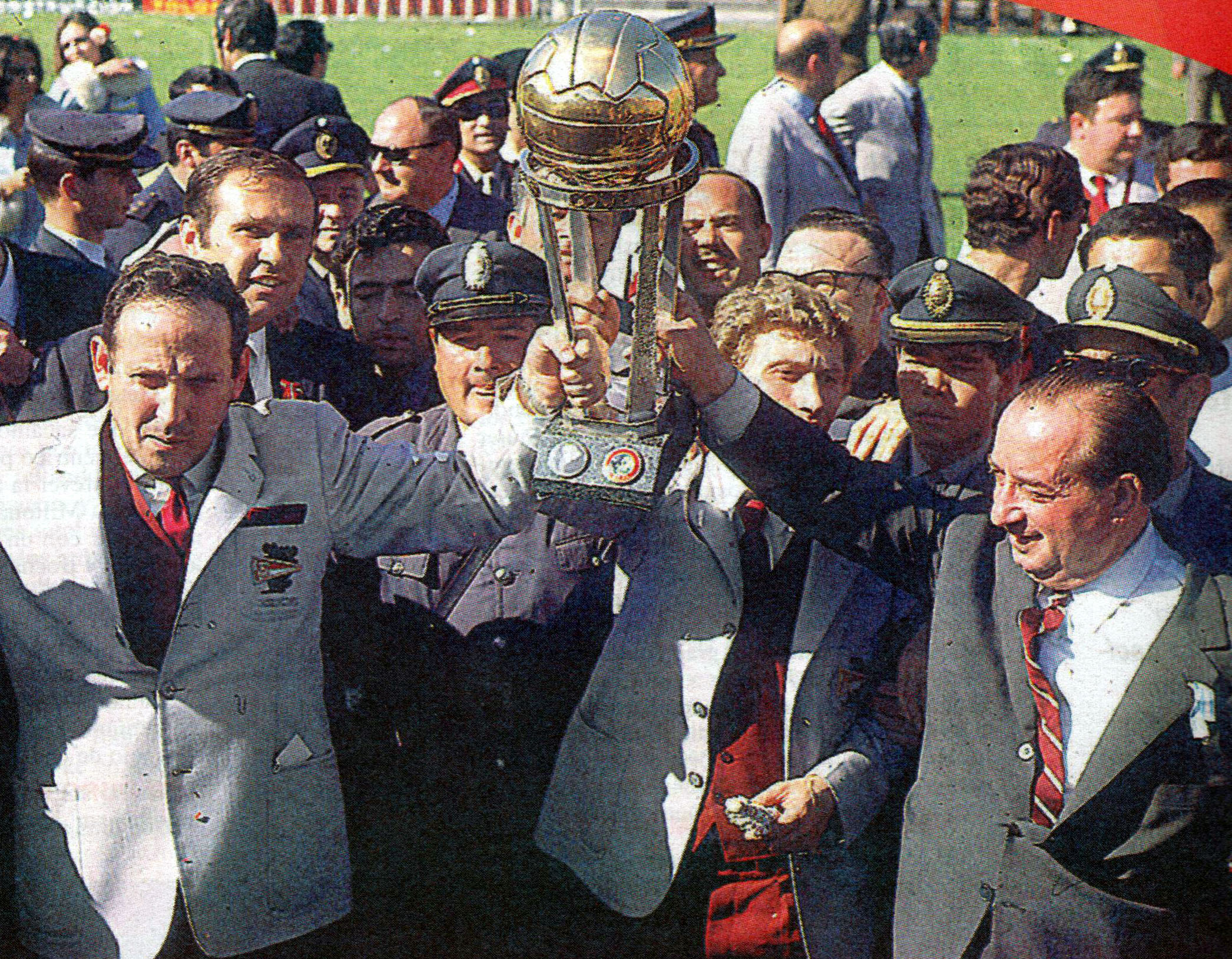
De wereldbeker voetbal van 1968 (gewonnen door Estudiantes).

- De wereldbeker voor clubteams[2]De wereldbeker voetbal van 1968 (gewonnen door Estudiantes). (Engels: Intercontinental Cup tot 1980, vanaf 1980 (Toyota) European-South American Cup of EUSA Cup) werd van 1960 tot 2004 bijna elk jaar gespeeld tussen de kampioen van Europa (de winnaar van de Europacup I en later UEFA Champions League) en de kampioen van Zuid-Amerika (de winnaar van de CONMEBOL Libertadores). De winnaars werden erkend als de de facto wereldkampioen; de twee continenten zijn de meest ontwikkelde in de voetbalwereld (vooral in die jaren). Hier kwam op 27 oktober 2017 echter verandering in nadat de FIFA aankondigde de winnaars van de wereldbeker als officiële (de jure) wereldkampioenen te erkennen, met dezelfde status/titel als de winnaars van het FIFA-wereldkampioenschap voor clubs.[3]
- Het FIFA-wereldkampioenschap voor clubs[4] (Engels: FIFA Club World Cup), ontstaan in 2000 met de naam FIFA Club World Championship, is een door de FIFA georganiseerd voetbaltoernooi. Aan de eerste editie (2000) deden er acht clubs mee, de zes continentale kampioenen en de kampioenen van het vorige seizoen uit Europa en Zuid-Amerika. Aan de tweede editie (2001) zouden er twaalf clubs meedoen, maar deze editie ging door financiële problemen niet door. Aan de edities van 2005 en 2006 deden er zes clubs mee namelijk de winnaars van de zes continentale hoofdtoernooien. Uit Afrika neemt de winnaar van de CAF Champions League deel, uit Azië de winnaar van de AFC Champions League, uit Europa de winnaar van de UEFA Champions League, uit Noord- en Midden-Amerika de winnaar van de CONCACAF Champions League, uit Oceanië de winnaar van de OFC Champions League en uit Zuid-Amerika de winnaar van de CONMEBOL Libertadores. Vanaf 2007 kwam er een zevende club bij namelijk de kampioen van het organiserende land tot 2023, want in 2025 werd er uitgebreid naar 32 clubs en wordt het toernooi nog een keer in de vier jaar gehouden. Hierdoor werd de FIFA Intercontinental Cup een nieuw leven ingeblazen zoals hieronder wordt beschreven. Het toernooi kent officieel de wereldtitel toe.[5][6]
- De FIFA Intercontinental Cup (Engels: FIFA Intercontinental Cup), ontstaan in 2024 is een door de FIFA georganiseerd voetbaltoernooi waaraan de winnaars van zes continentale hoofdtoernooien deelnemen. Uit Afrika neemt de winnaar van de CAF Champions League deel, uit Azië de winnaar van de AFC Champions League, uit Europa de winnaar van de UEFA Champions League, uit Noord- en Midden-Amerika de winnaar van de CONCACAF Champions Cup, uit Oceanië de winnaar van de OFC Champions League en uit Zuid-Amerika de winnaar van de CONMEBOL Libertadores. Maar de opzet is ten opzichte van de editie van het wereldkampioenschap voetbal voor clubs 2006 veranderd namelijk dat de instromende clubs anders zijn verdeeld. Het toernooi kent officieel de wereldtitel toe.[7]

## Trofeeën
| Beschrijving |
| --- |
| De originele wereldbeker voor clubteams (Intercontinental Cup / EUSA Cup), die van 1960 tot en met 2004 werd uitgereikt (vanaf 1980 werd er naast de originele wereldbeker voor clubteams een tweede beker uitgereikt, namelijk de Toyota Cup, vernoemd naar de toenmalige sponsor Toyota).                                   |
| De kampioenstrofee van het FIFA-wereldkampioenschap voor clubs (FIFA Club World Championship), die tijdens de editie van 2000 eenmalig werd uitgereikt aan winnaar Corinthians (in 2000 werd er zowel een editie van de wereldbeker voor clubteams als een editie van het FIFA-wereldkampioenschap voor clubs georganiseerd). |
| De kampioenstrofee van het FIFA-wereldkampioenschap voor clubs (FIFA Club World Cup), die tot en met de editie van 2023 werd uitgereikt. |
| De kampioenstrofee van de FIFA Intercontinental Cup, die vanaf de editie van 2024 zal worden uitgereikt. Tijdens dit toernooi worden nog drie trofeeën (FIFA Challenger Cup, FIFA African-Asian-Pacific Cup en FIFA Derby of the Americas) uitgereikt.                                                                        |
| De kampioenstrofee van het FIFA-wereldkampioenschap voor clubs (FIFA Club World Cup), die vanaf de editie van 2025 zal worden uitgereikt. |

## Deelnemende confederaties

### Deelnemende confederaties wereldbeker voor clubteams
| Confederaties             |
| ------------------------- |
| (CONMEBOL – Zuid-Amerika) |
| (UEFA – Europa)           |

### Deelnemende confederaties FIFA-wereldkampioenschap voor clubs
| Confederaties              |
| -------------------------- |
| (AFC – Azië)               |
| (CAF – Afrika)             |
| (Concacaf – Noord-Amerika) |
| (CONMEBOL – Zuid-Amerika)  |
| (OFC – Oceanië)            |
| (UEFA – Europa)            |

### Deelnemende confederaties FIFA Intercontinental cup
| Confederaties              |
| -------------------------- |
| (AFC – Azië)               |
| (CAF – Afrika)             |
| (Concacaf – Noord-Amerika) |
| (CONMEBOL – Zuid-Amerika)  |
| (OFC – Oceanië)            |
| (UEFA – Europa)            |

## Overwinningen

### Winst per club

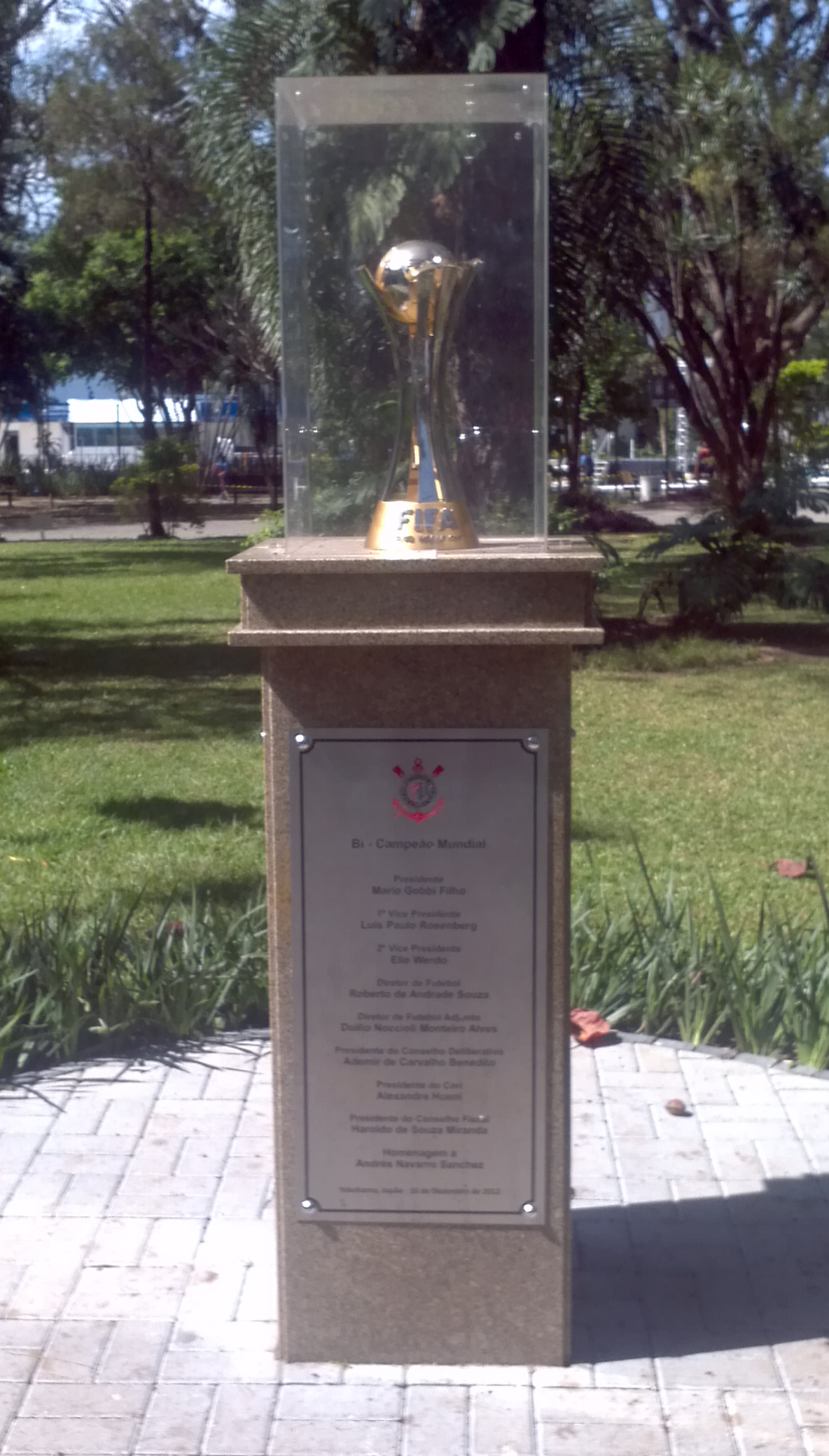
De FIFA Club World Cup-trofee, tentoongesteld in het Parque São Jorge, gewonnen door Corinthians in 2012.

| Club               | Land             | Overwinningen | Wereldbeker          | Wereldkampioenschap              | FIFA Intercontinental Cup |
| ------------------ | ---------------- | ------------- | -------------------- | -------------------------------- | ------------------------- |
| Real Madrid        | Spanje           | 9             | 3 (1960, 1998, 2002) | 5 (2014, 2016, 2017, 2018, 2022) | 1 (2024)                  |
| AC Milan           | Italië           | 4             | 3 (1969, 1989, 1990) | 1 (2007)                         |                           |
| Bayern München     | (West-)Duitsland | 4             | 2 (1976, 2001)       | 2 (2013, 2020)                   |                           |
| Peñarol            | Uruguay          | 3             | 3 (1961, 1966, 1982) |                                  |                           |
| Nacional           | Uruguay          | 3             | 3 (1971, 1980, 1988) |                                  |                           |
| Boca Juniors       | Argentinië       | 3             | 3 (1977, 2000, 2003) |                                  |                           |
| São Paolo          | Brazilië         | 3             | 2 (1992, 1993)       | 1 (2005)                         |                           |
| Internazionale     | Italië           | 3             | 2 (1964, 1965)       | 1 (2010)                         |                           |
| FC Barcelona       | Spanje           | 3             |                      | 3 (2009, 2011, 2015)             |                           |
| Santos             | Brazilië         | 2             | 2 (1962, 1963)       |                                  |                           |
| Independiente      | Argentinië       | 2             | 2 (1973, 1984)       |                                  |                           |
| Ajax               | Nederland        | 2             | 2 (1972, 1995)       |                                  |                           |
| Juventus           | Italië           | 2             | 2 (1985, 1996)       |                                  |                           |
| FC Porto           | Portugal         | 2             | 2 (1987, 2004)       |                                  |                           |
| Manchester United  | Engeland         | 2             | 1 (1999)             | 1 (2008)                         |                           |
| Corinthians        | Brazilië         | 2             |                      | 2 (2000, 2012)                   |                           |
| Chelsea            | Engeland         | 2             |                      | 2 (2021, 2025)                   |                           |
| Racing Club        | Argentinië       | 1             | 1 (1967)             |                                  |                           |
| Estudiantes        | Argentinië       | 1             | 1 (1968)             |                                  |                           |
| Feyenoord          | Nederland        | 1             | 1 (1970)             |                                  |                           |
| Atlético Madrid    | Spanje           | 1             | 1 (1974)             |                                  |                           |
| Olimpia            | Paraguay         | 1             | 1 (1979)             |                                  |                           |
| Flamengo           | Brazilië         | 1             | 1 (1981)             |                                  |                           |
| Grêmio             | Brazilië         | 1             | 1 (1983)             |                                  |                           |
| River Plate        | Argentinië       | 1             | 1 (1986)             |                                  |                           |
| Rode Ster Belgrado | Joegoslavië      | 1             | 1 (1991)             |                                  |                           |
| Vélez Sarsfield    | Argentinië       | 1             | 1 (1994)             |                                  |                           |
| Borussia Dortmund  | Duitsland        | 1             | 1 (1997)             |                                  |                           |
| Internacional      | Brazilië         | 1             |                      | 1 (2006)                         |                           |
| Liverpool          | Engeland         | 1             |                      | 1 (2019)                         |                           |
| Manchester City    | Engeland         | 1             |                      | 1 (2023)                         |                           |

### Winst per land
| Land             | Wereldbeker | Wereldkampioenschap | FIFA Intercontinental Cup | Totaal |
| ---------------- | ----------- | ------------------- | ------------------------- | ------ |
| Spanje           | 4           | 8                   | 1                         | 13     |
| Brazilië         | 6           | 4                   | 0                         | 10     |
| Argentinië       | 9           | 0                   | 0                         | 9      |
| Italië           | 7           | 2                   | 0                         | 9      |
| Engeland         | 1           | 5                   | 0                         | 6      |
| Uruguay          | 6           | 0                   | 0                         | 6      |
| (West-)Duitsland | 3           | 2                   | 0                         | 5      |
| Nederland        | 3           | 0                   | 0                         | 3      |
| Portugal         | 2           | 0                   | 0                         | 2      |
| Paraguay         | 1           | 0                   | 0                         | 1      |
| Joegoslavië      | 1           | 0                   | 0                         | 1      |

### Winst per confederatie
| Confederatie | Wereldbeker | Wereldkampioenschap | FIFA Intercontinental Cup | Totaal |
| ------------ | ----------- | ------------------- | ------------------------- | ------ |
| UEFA         | 21          | 17                  | 1                         | 39     |
| CONMEBOL     | 22          | 4                   | 0                         | 26     |

## Gewonnen internationale trebles per club
- AC Milan, Bayern München, FC Porto, Juventus, Nacional, Real Madrid en São Paulo wonnen vaker een wereldtitel dan hieronder in het overzicht aangeduid, maar wisten in een niet genoemd seizoen wel de Europacup I/UEFA Champions League of CONMEBOL Libertadores te winnen, maar niet de Europese Supercup/UEFA Super Cup of CONMEBOL Recopa. Corinthians won in 2000 als organisator de eerste editie van het FIFA Club World Championship en werd hiermee de eerste en enige winnaar zonder daarvoor een CONMEBOL Libertadores-titel te winnen.

| Club            | Land      | Treble | Wereldbeker    | Wereldkampioenschap        | FIFA Intercontinental Cup | Europacup I/UEFA Champions League CONMEBOL Libertadores  | Europese Supercup/UEFA Super Cup CONMEBOL Recopa |
| --------------- | --------- | ------ | -------------- | -------------------------- | ------------------------- | -------------------------------------------------------- | ------------------------------------------------ |
| Real Madrid     | Spanje    | 6      | 1 (2002)       | 4 (2014, 2016, 2017, 2022) | 1 (2024)                  | 6 (2001/02, 2013/14, 2015/16, 2016/17, 2021/22, 2023/24) | 6 (2002, 2014, 2016, 2017, 2022, 2024)           |
| AC Milan        | Italië    | 3      | 2 (1989, 1990) | 1 (2007)                   |                           | 3 (1988/89, 1989/90, 2006/07)                            | 3 (1989, 1990, 2007)                             |
| FC Barcelona    | Spanje    | 3      |                | 3 (2009, 2011, 2015)       |                           | 3 (2008/09, 2010/11, 2014/15)                            | 3 (2009, 2011, 2015)                             |
| São Paulo       | Brazilië  | 2      | 2 (1992, 1993) |                            |                           | 2 (1992, 1993)                                           | 2 (1993, 1994)                                   |
| Ajax            | Nederland | 2      | 2 (1973, 1995) |                            |                           | 2 (1972/73, 1994/95)                                     | 2 (1973, 1995)                                   |
| Bayern München  | Duitsland | 2      |                | 2 (2013, 2020)             |                           | 2 (2012/13, 2019/20)                                     | 2 (2013, 2020)                                   |
| FC Porto        | Portugal  | 1      | 1 (1987)       |                            |                           | 1 (1986/87)                                              | 1 (1987)                                         |
| Nacional        | Uruguay   | 1      | 1 (1988)       |                            |                           | 1 (1988)                                                 | 1 (1989)                                         |
| Juventus        | Italië    | 1      | 1 (1996)       |                            |                           | 1 (1995/96)                                              | 1 (1996)                                         |
| Internacional   | Brazilië  | 1      |                | 1 (2006)                   |                           | 1 (2006)                                                 | 1 (2007)                                         |
| Corinthians     | Brazilië  | 1      |                | 1 (2012)                   |                           | 1 (2012)                                                 | 1 (2013)                                         |
| Liverpool       | Engeland  | 1      |                | 1 (2019)                   |                           | 1 (2018/19)                                              | 1 (2019)                                         |
| Chelsea         | Engeland  | 1      |                | 1 (2021)                   |                           | 1 (2020/21)                                              | 1 (2021)                                         |
| Manchester City | Engeland  | 1      |                | 1 (2023)                   |                           | 1 (2022/23)                                              | 1 (2023)                                         |